# Птюч
«Птюч» — российский ежемесячный глянцевый журнал, посвящённый модным тенденциям молодёжной культуры. Выходил с 1994 по 2003 год.

## История
Журнал «Птюч» был создан коллективом авторов под руководством главного редактора Игоря Виленовича Шулинского. Издание выпускалось ежемесячно с сентября 1994 года по февраль 2003 года и изначально было тесно связано с культурой рейва и клубной музыки. Первые три номера журнала готовили к печати дизайнеры Дмитрий Ликин и Евгений Райцес, которые позднее стали арт-директорами Первого канала.
Журнал «Птюч» был создан на основе и с ориентацией на западные издания, в частности британский журнал The Face и американские журналы Details и Project X. Главный редактор «Птюча», Игорь Шулинский, признавался, что при создании журнала ориентировался на эти западные издания, привозя из поездок за границу модные журналы для понимания актуальных тенденций, так как в начале 1990-х в России не было интернета и других источников информации о моде и молодёжной культуре. «Птюч» был не прямым клоном, а скорее адаптацией и развитием идей и стилей этих западных глянцевых молодёжных журналов, при этом сохраняя уникальный российский контекст и подчеркнутую связь с рейв- и клубной культурой 90-х годов.
Параллельно с запуском журнала 24 декабря 1994 года открылся одноимённый «Птюч-клуб» (г. Москва, 5-й Монетчиковский пер.), просуществовавший до 1997 года. В конце 1994 года была основана промоутерская группа Ptuch Sound System, которая занималась организацией клубных мероприятий.

Обложка первого номера журнала «Птюч», сентябрь 1994 года

Большинство статей в журнале не подписывались именами авторов. Благодаря этому журнал безбоязненно поднимал провокационные, запретные темы, такие как наркотики. Сравнивая «Птюч» с похожим по тематике журналом «Ом», Максим Семеляк (в прошлом автор обоих журналов) в журнале «Русская жизнь» отмечал:

«Птюч» был не в пример радикальнее. <…> «Птюч» печатал на полосу писающих мальчиков с недетских размеров членами, охотно использовал матерщину — я отчетливо помню вынос «ИДИТЕ НА Х…». Я уж не говорю про то, что девушка с обложки могла спокойно объявить: «Наркотики — это такая вещь, которая будет всегда присутствовать в моей жизни». <…>
«Ом» был предтечей наступившего времени, тогда как «Птюч» не был предтечей вообще ничего. «Птюч» пошел на дно вместе со своими героями. «Ом» вывел своих героев в мейнстрим, но сам этому мейнстриму не пригодился.

В журнале печатались (особенно в первых номерах) не только статьи на «молодежные» темы, но и рассказы, стихотворения таких авторов как Игорь Холин, Егор Радов, Николай Байтов, переводы Уильяма Гибсона и др. Освещались актуальные тенденции в музыке, одежде, кинематографе и прочих проявлениях массовой культуры. Важной особенностью журнала была нестандартная вёрстка, которая затрудняла чтение, но привлекала внимание благодаря ярким цветам и необычному оформлению.
Выпуск № 10 с «Иванушками International» на обложке разошёлся рекордным тиражом, хотя при этом вызвал дискуссии среди поклонников журнала.
В 1996 году права на издание «Птюча» были проданы ЗАО «Гертруда», а издателем стала его совладелец Елена Шахматова. После кризиса 1998 года между владельцами и редакцией возникли напряжённые отношения из-за расходов на журнал. В конце 2000 года, по словам Игоря Шулинского, финансирование журнала прекратилось, а издательство планировало продать бренд другому владельцу. В 2000 году редакция зарегистрировала отдельное юридическое лицо ООО «Аксиан», чтобы продолжить выпуск журнала под временным названием «Птюч connection». Это привело к иску от «Гертруды» и рейду полиции в редакцию, так как при создании журнала использовалась техника, принадлежащая прежнему издателю
Окончательно журнал был закрыт в 2003 году. По словам Шулинского, «Птюч» «исчез вместе со своим временем».